# 中國宣道神學院
中國宣道神學院（Chinese Mission Seminary）是趙天恩牧師於1987年以「三化異象」（福音化、國度化、基督化）在香港成立，為跨宗派的基督教神學院。現址在新界元朗區洪屋130號。

## 外部連結
- 中國宣道神學院（页面存档备份，存于）